# Marcus Schenkenberg
Marcus Lodewijk Schenkenberg van Mierop, blot kendt som Marcus Schenkenberg (født 4. august 1968 i Solna, Stockholm, Sverige) er en svensk model, skuespiller, sanger og tv-personlighed. Han er søn af hollandske forældre. Schenkenberg er 193 cm høj og vejer 82 kg.
Schenkenberg er verdens bedst betalte mandlige supermodel[kilde mangler]. Han er kendt for sin muskuløse krop og særligt for sit 'vaskebræt'. Han blev opdaget i 1989 af den amerikanske fotograf Barry King, der så ham stå på rulleskøjter i Venice, Los Angeles og blev verdensberømt i 1990'erne. Han er mest kendt for sine reklamer for Calvin Klein, men har også været model for bl.a. Versace.
Han har skrevet bogen New rules om sit liv som model. I dag bor han i New York.

## Filmografi
- Prince Valiant (1997)
- Modern Talkning (1999)
- Hostage (1999)
- Dinner Rush (2000)

### Tv-serie
- V.I.P. (1998)
- Wetten, dass..? (2000)